# Distretto di Nam Phong
Il distretto di Nam Phong (in thailandese: อำเภอน้ำพอง) è un distretto (amphoe) della Thailandia, situato nella provincia di Khon Kaen.